# 堀川未来夢
堀川 未来夢（ほりかわ みくむ、1992年12月16日-）は、日本の男性プロゴルファー兼YouTuber。所属はWave Energy。

## 経歴・人物
神奈川県海老名市出身。
ゴルフ好きの父の影響により3歳の時にゴルフを始める。小学校時代は練習やルールブック精読などゴルフ漬けの毎日を送る。一方では中学校に入ると一転してテニス部に入り、部活の仲間と競技に熱中する日々を送る。
2008年に神奈川県立厚木北高等学校へ入学すると再びゴルフに明け暮れる生活になる。高校時代は3年時の関東高等学校ゴルフ選手権予選の神奈川県大会個人戦にて優勝したのが実績らしい実績という。
2011年に日本大学へ入学。大学入学後は2012年の第67回国民体育大会（岐阜県）及び2013年の第68回国民体育大会（東京都）の2大会連続でゴルフ競技成年男子の部で連覇を達成。また大学4年時のアジアパシフィックアマチュアゴルフ選手権（オーストラリア）では準優勝を果たした。
2014年10月にプロ入りを表明し、2015年より本格的にプロゴルファーとしてデビュー。プロデビュー後は三度も最終日首位で迎えながら逆転優勝を攫われるなどしてツアー初優勝が届きそうで届かない、もどかしい状況に苛まれる日々が続いた。
2019年の「日本ゴルフツアー選手権」では、首位からのスタートとなった最終日においては同学年で2018年度のJGTOツアー賞金王の今平周吾との激闘の末、15アンダーで今平を振り切って念願のJGTOツアー初優勝を果たした。賞金ランク6位。
2020年、「フジサンケイクラシック」では通算9アンダーで並んだ星野陸也とのプレーオフに敗れた。
2021年、4月よりYouTubeチャンネル「堀川未来夢チャンネル」を開設。開設後、約半年でチャンネル登録者10万人を超える。　
2021年11月、「カシオワールドオープンゴルフトーナメント」では完全優勝でツアー2勝目を挙げた
2022年8月、「日本プロゴルフ選手権」でメジャー2勝目、ツアー3勝目を挙げた。
2022年11月、「マイナビABCチャンピオンシップ」でツアー4勝目を挙げた。

## 成績

### 日本ツアー優勝 (4)
| 勝数             |
| メジャー (2)     |
| ツアー他大会 (2) |

| No. | 日程                 | 大会                                            | スコア                | 2位との差 | 2位（タイ）                    |
| --- | -------------------- | ----------------------------------------------- | --------------------- | --------- | ------------------------------ |
| 1   | 2019年6月6日～9日    | 日本ゴルフツアー選手権 森ビルカップ             | −15 (66-67-68-68=269) | 4打       | 今平周吾                       |
| 2   | 2021年11月25日～28日 | カシオワールドオープンゴルフトーナメント        | −19 (64-65-73-67=269) | 2打       | 今平周吾 ／ 宮里優作           |
| 3   | 2022年8月4日～7日    | 日本プロゴルフ選手権大会                        | −15 (66-69-64-70=269) | 3打       | 片岡尚之                       |
| 4   | 2022年11月3日～6日   | マイナビABCチャンピオンシップゴルフトーナメント | −19 (69-71-64-67=271) | 2打       | 岩田寛／ 出水田大二郎／ 河本力 |